# بادام مشبک
بادام مشبک (نام علمی: Prunus reticulata) مترادف (نام علمی: Amygdalus reticulata) نام یک گونه از سرده پرونوس است.